# Ганахлеба (Хелвачаурский муниципалитет)
Ганахлеба (груз. განახლება) — село в Грузии, на территории Хелвачаурского муниципалитета автономной республики Аджария.

## География
Село находится в юго-западной части Грузии, на левом берегу реки Барцханы, на расстоянии 1 километра (по прямой) к востоку от города Батуми, административного центра муниципалитета и автономной республики. Абсолютная высота — 95 метров над уровнем моря.

## Население
По результатам официальной переписи населения 2014 года, в Ганахлебе проживало 2009 человек (982 мужчины и 1027 женщин). В национальной структуре населения грузины составляли 99,6 %, русские — 0,2 %, украинцы — 0,1 %.
| Год  | Население, человек |
| ---- | ------------------ |
| 2002 | 2241               |
| 2014 | ↘ 2009             |